# キャットボンド
キャットボンド（カタストロフィ・ボンド、英: cat bond, catastrophe bond）は、スポンサーから一定のリスクを投資家に移転するためのリスク関連証券である。大災害債券とも。一定の条件が満たされると元本の償還が免除される変動利付社債としてしばしば発行される。大規模自然災害に対する伝統的な再保険の代替策として使用されることが多い。
たとえば、フロリダ州所在の物件に関する保険を引き受けることで、リスクのポートフォリオを構築した保険会社は、大規模なハリケーンの発生によって支払不能に陥ることを防止するため、リスクの一部を投資家に移転することを望むかもしれない。伝統的な再保険を購入することもできるし、キャットボンドを発行することにより投資家にリスクを移転することもできる。後者の場合、まずSPV（特別目的会社）を設立し、SPVが投資家に対してキャットボンドを発行する。利率は通常、LIBORに3～20%程度のスプレッドを上乗せする形に設定される。もしフロリダ州にハリケーンが襲来しなければ、投資家は元本に加え、多額の利子を手にすることができる。その代わりハリケーンの襲来がキャットボンドのトリガー条件を満たした場合は、元本の償還は行われず、スポンサーは得た資金を保険契約者への保険金の支払に当てることになる 。
日本の台風や地震をトリガーとするキャットボンドも日本の保険会社等により発行されているほか、1999年にオリエンタルランドが発行した地震債券は、事業会社による発行例として有名である。

## 沿革
自然災害リスクを証券化するという考えは、1992年のハリケーン・アンドリュー被害の後に顕著になった。とりわけ特筆されるのは、自然災害再保険市場により多くのリスク負担能力をもたらすためのビークルを追求していたRichard Sandor、Ken Frootおよびウォートン・スクールの教授たちによる著作である。最初の実験的取引は1990年代半ば、AIG、ハノーバー再保険、セントポール再保険、USAAによって行われた。年間発行額でみた市場規模は1998年から2001年にかけて10～20億ドルに拡大し、アメリカ同時多発テロ事件以後は20億ドルを超えた。ハリケーン・カトリーナ後の2006年にはさらに倍の、年間換算で40億ドルを超える発行額に達し、また再保険サイドカーが発達した。ハリケーン・カトリーナ後のハードマーケット（買い手市場）が終息した2007年にかけても、State Farm, Allstate, Liberty Mutual, Chubb, Travelersおよび継続的な発行者であるUSAAなど、数多くの保険会社が市場を通じたカバレッジの多様化を求める中、キャットボンドの発行は増加し、第2四半期に限っても発行額は40億ドルを上回った。